# 第一三共ヘルスケアダイレクト
第一三共ヘルスケアダイレクト株式会社（だいいちさんきょうヘルスケアダイレクト）は、香川県高松市に本社を置く、化粧品・健康食品等の通信販売を行う日本の会社で、製薬会社の第一三共のグループ会社（第一三共ヘルスケア株式会社の完全子会社）でもある。

## 概要
当社は従前から通信販売業を行っており、2007年9月の持株会社化に伴って現在の主力ブランドである「ライスフォース」を中心とした化粧品の通信販売業に特化した。
2015年11月に第一三共ヘルスケアの子会社となり、「ライスフォース」に加え、「ブライトエイジ」や「リゲイン」（健康食品、指定医薬部外品、一般用医薬品といった内服製品）など、親会社となった第一三共ヘルスケアが開発した製品を当社を通じて販売されるようになった。子会社化してから7年以上が経ち、第一三共ヘルスケア開発品の品目が増えたこともあり、第一三共グループにおける通信販売事業を担う企業としての位置づけを明確にするため、2024年4月に社名変更された。

## 沿革
- 1973年8月 - 株式会社なんぽ企画設立。
- 1987年8月 - 社名を株式会社シムリーに変更。
- 1993年7月 - 大阪証券取引所2部上場。
- 2001年2月 - 大阪証券取引所1部上場。
- 2003年1月 - 東京証券取引所1部上場。
- 2005年8月 - 社名を株式会社イマージュに変更。
- 2007年9月 - 持株会社化し、株式会社イマージュホールディングスに変更。新設会社の株式会社イマージュに衣料品、趣味・家庭用品等の通信販売事業を、株式会社アイムに化粧品の通信販売事業を、それぞれ承継。
- 2011年6月 - マネジメント・バイアウト（MBO）により、上場廃止。
- 2013年9月 - 傘下の株式会社イマージュなどが「イマージュ事業」として展開してきた衣料品・服飾雑貨等の通信販売業を、株式会社ディノス・セシール（現:株式会社dinos）に譲渡[3]。株式会社イマージュホールディングスから株式会社アイジェイホールディングスへ商号変更。子会社の株式会社イマージュも株式会社Jコンテンツへ商号変更。
- 2014年3月 - グループ企業の整理の為、株式会社アイジェイホールディングスと子会社の株式会社アイムが合併。存続企業は株式会社アイムとし、株式会社アイジェイホールディングスは解散[4]。関連会社は株式会社Jコンテンツ1社となる。
- 2015年11月 - 株式譲受に伴い、第一三共ヘルスケア株式会社の100%子会社となる[5]。
- 2018年12月 - 子会社の株式会社Jコンテンツの全株式をアポロトレイディング株式会社（スターマネジメント株式会社の100%子会社）へ譲渡[6]。
- 2024年4月 - 第一三共ヘルスケアダイレクト株式会社へ社名変更[2]。
- 2024年10月 - 「ライスフォース」と「ブライトエイジ」・「リゲイン」・「からだ和快」で分かれていたユーザーアカウントを4ブランド共通の「第一三共ヘルスケアダイレクトID」として一本化。